# Nejepín
Nejepín (en allemand : Nejepin) est une commune du district de Havlíčkův Brod, dans la région de Vysočina, en République tchèque. Sa population s'élevait à 76 habitants en 2020.

## Géographie
Nejepín se trouve à 6 km au nord-nord-ouest de Chotěboř, à 16 km au nord de Havlíčkův Brod, à 39 km au nord de Jihlava et à 92 km à l'est-sud-est de Prague.
La commune est limitée par Uhelná Příbram à l'ouest et au nord, par Chotěboř à l'est et au sud, et par Jilem et Vepříkov à l'ouest.

## Histoire
La première mention écrite de la localité date de 1488.